# 300-km-Rennen von Nürnberg 1972

Streckenlayout des Norisring

Das 300-km-Rennen von Nürnberg 1972, auch 200 Meilen von Nürnberg, Int. ADAC-Norisring-Rennen (Interserie), Norisring, fand am 6. August auf dem Norisring statt und war der sechste Wertungslauf der Interserie dieses Jahres.

## Das Rennen
Vor 80.000 Zuschauern waren auch am Norisring Leo Kinnunen und Willi Kauhsen in ihren Porsche 917/10 TC die besten Fahrer. Jeder der beiden gewann einen der zwei Wertungsläufe vor dem jeweils anderen. In der Gesamtwertung siegte Kinnunen in der Addition der beiden Läufe mit dem Vorsprung von 13 Sekunden auf seinen Kontrahenten Kauhsen. Als Gesamtdritter platzierte sich Helmut Kelleners im McLaren M8F, der im Ziel bereits drei Runden Rückstand hatte.

## Ergebnisse

### Schlussklassement
| 1                  | INT | 1  | Racing Team AAW                | Leo Kinnunen        | Porsche 917/10 TC  | 140 |
| 2                  | INT | 11 | Willi Kauhsen Racing Team      | Willi Kauhsen       | Porsche 917/10 TC  | 140 |
| 3                  | INT | 8  | Felder Racing Team             | Helmut Kelleners    | McLaren M8F        | 137 |
| 4                  | INT | 29 | Gelo Racing Team               | Franz Pesch         | Porsche 917 Spyder | 135 |
| 5                  | INT | 12 | Harald Link                    | Harald Link         | KMW SP             | 123 |
| 6                  | INT | 26 | Egmont Dursch                  | Egmont Dursch       | Lola Special       | 122 |
| 7                  | INT | 38 | Albert Pfuhl                   | Albert Pfuhl        | Porsche 908/1      | 122 |
| Ausgefallen        |     |    |                                |                     |                    |     |
| 8                  | INT | 17 | Boeri Sport Helmet Racing Team | Ernst Kraus         | Porsche 917 Spyder | 69  |
| 9                  | INT | 28 | Herbert Müller Racing          | Herbert Müller      | Ferrari 512M       | 63  |
| 10                 | INT | 52 | Hans Müller-Perschl            | Hans Müller-Perschl | KMW                | 59  |
| 11                 | INT | 10 | Gelo Racing Team               | Georg Loos          | McLaren M8F        | 42  |
| 12                 | INT | 20 | Siegfried Rieger               | Siegfried Rieger    | McLaren M8C        | 42  |
| 13                 | INT | 36 | Racing Team VDS                | Teddy Pilette       | McLaren M8F        | 22  |
| 14                 | INT | 16 | Alcan Team BRM                 | Howden Ganley       | BRM P167           | 5   |
| 15                 | INT | 3  | David Piper Racing Ltd.        | Chris Craft         | Porsche 917K       | 4   |
| Nicht gestartet    |     |    |                                |                     |                    |     |
| 16                 | INT |    | Wiedmer Racing Team            | Hans Wiedmer        | McLaren M8F        | 1   |
| Nicht qualifiziert |     |    |                                |                     |                    |     |
| 17                 | INT |    | Stefan Sklenar                 | Stefan Sklenar      | March 717          | 2   |
| 18                 | INT |    | John Jordan                    | John Jordan         | McLaren M6B        | 3   |
| 19                 | INT | 21 | Goodwin Racing Services        | Nick Cussons        | Lola T70 Mk.3 GT   | 4   |
| 20                 | INT |    | Ian Richardson                 | Ian Richardson      | McLaren Spezial    | 5   |

1 nicht gestartet
2 nicht qualifiziert
3 nicht qualifiziert
4 nicht qualifiziert
5 nicht qualifiziert

### Nur in der Meldeliste
Zu diesem Rennen sind keine weiteren Meldungen bekannt.

### Klassensieger
| Klasse | Fahrer       | Fahrzeug          | Platzierung im Gesamtklassement |
| ------ | ------------ | ----------------- | ------------------------------- |
| INT    | Leo Kinnunen | Porsche 917/10 TC | Gesamtsieg                      |

### Renndaten
- Gemeldet: 20
- Gestartet: 15
- Gewertet: 7
- Rennklassen: 1
- Zuschauer: 80.000
- Wetter am Renntag: warm und trocken
- Streckenlänge: 2,300 km
- Fahrzeit des Siegerteams: 2:06:26,300 Stunden
- Gesamtrunden des Siegerteams: 140
- Gesamtdistanz des Siegerteams: 322,000 km
- Siegerschnitt: 152,870 km/h
- Pole Position: Teddy Pilette – McLaren M8F (#36) – 51,300
- Schnellste Rennrunde: Leo Kinnunen – Porsche 917/10 TC (#1) – 52,100 = 158,720 km/h
- Rennserie: 6. Lauf zur Interserie 1972